# Roman Bleistein
Roman Bleistein SJ (* 26. Juni 1928 in Aschaffenburg; † 17. August 2000 auf Borkum) war ein deutscher Jesuit und Hochschullehrer. Von 1975 bis 1996 war er Professor für Pädagogik an der Hochschule für Philosophie in München.

## Leben
Bleistein besuchte das Humanistische Gymnasium in Aschaffenburg. Im Zweiten Weltkrieg diente er als Luftwaffenhelfer in Hanau und Offenbach. 1948 machte er das Abitur und trat im selben Jahr in den Jesuitenorden ein. Von 1951 bis 1954 studierte er Philosophie in Pullach, danach  Theologie an der Philosophisch-Theologischen Hochschule Sankt Georgen in Frankfurt. 1960 wurde er zum Priester geweiht. Von 1962 an studierte er Pädagogik, Psychologie und Soziologie an der Ludwig-Maximilians-Universität München und wurde dort 1965 mit einer Arbeit zu dem Thema „Das Wertverhalten der heutigen Jugend“ in Pädagogik promoviert. Im selben Jahr wurde er Redaktionsmitglied der Stimmen der Zeit, das er bis 1998 blieb.
Von 1968 bis 1973 war er in Münster und München persönlicher Referent von Karl Rahner SJ. Im Jahre 1971 kam er zur Hochschule für Philosophie in München und wurde dort 1975 zum  außerordentlichen Professor für Pädagogik ernannt.
Neben der Pädagogik wurde für Bleistein ab dem Jahre 1977 die zeitgeschichtliche Forschung zu einem neuen Arbeitsschwerpunkt. Er begann eine umfassende Dokumentationen über den Widerstand der Jesuiten gegen den Nationalsozialismus wie Alfred Delp, Rupert Mayer und Augustin Rösch.

## Werk
Bleistein galt schon bald nach seiner Promotion (1965) als einer der führenden kirchlichen Jugendpädagogen. Er veröffentlichte mehrere Schriften über Jugendmoral wie die Sexualethik des vorehelichen Lebens (1969), Sexualerziehung zwischen Tabu und Ideologie (2. Aufl. 1972) und das zusammen mit Gertrud Casel 1985 herausgegebene Lexikon der kirchlichen Jugendarbeit. Weiterhin beschäftigte er sich mit Themen der Freizeit- und Tourismuspastoral. Schließlich trat vor allem seit dem Tod des Jesuiten  Ludwig Volk immer stärker das Anliegen hinzu, die Rolle des Jesuitenordens und auch anderer Orden in Deutschland während des Nationalsozialismus zu erforschen. Bleistein stellte dazu das Leben einzelner, bislang wenig erforschter Gestalten in den Mittelpunkt wie Alfred Delp, Augustin Rösch und Rupert Mayer.

## Schriften (Auswahl)

### Publikationen in Buchform
- Otto Pies (Autor), Roman Bleistein (Gedichte), Maria Penz (Fotos), Stephanus heute. (Bericht über KZ-Aufenthalt). Karl Leisner, Priester und Opfer, Verlag Butzon & Bercker, Kevelaer 1950.
- (Hrsg.), Alfred Delp SJ (Autor), Gesammelte Schriften.
  - Bd. 3: Predigten und Ansprachen, Verlag Josef Knecht, 2. Auflage 1985, ISBN 978-3-7820-0487-9.
- Alfred Delp: Geschichte eines Zeugen, Alber, Frankfurt am Main 1989, ISBN 3-7820-0598-8
- Die Jesuiten im Kreisauer Kreis: Ihre Bedeutung für den Gesamtwiderstand gegen den Nationalsozialismus, Passau 1990
- Rupert Mayer: Der verstummte Prophet, Frankfurt am Main 1993
- (Hrsg.), Alfred Delp SJ (Autor), Klaus Mertes (Nachwort), Aufzeichnungen aus dem Gefängnis. Beeindruckende Briefe und Notizen, Verlag Herder, Freiburg, Basel Wien, 2019, ISBN 978-3-451-38399-1.

### Zeitschriftenartikel
- Lothar König. Ein Jesuit im Widerstand gegen den Nationalsozialismus, in: Stimmen der Zeit (SdZ), Jahrgang 204, 1986, S. 313ff.
- Deutschland – Missionsland? Reflexionen zur religiösen Situation, in: SdZ, Jahrgang 216, 1998.